# Richard Manuel
Richard Manuel, né le 3 avril 1943 et mort le 4 mars 1986, est un compositeur canadien, chanteur et multi-instrumentiste, surtout connu pour ses contributions en tant que membre du groupe The Band.

## Biographie

### Jeunesse
Manuel Richard est né à Stratford, en Ontario, au Canada. Son père Ed était un mécanicien chez Chrysler et sa mère était institutrice. Il a appris le chant à la chorale de l'église avec ses trois frères, et a pris des leçons de piano dès l'âge de neuf ans.
Ses influences musicales ont été Ray Charles, Bobby Bland, Jimmy Reed et Otis Rush.
Il a fondé un groupe, The Rebels, avec trois amis quand il avait quinze ans. Puis le groupe s'est appelé The Revols en référence à Duane Eddy and the Rebels.

### Décès
Devenu alcoolique, et tournant avec The Band (reformé sans Robbie Robertson) dans des lieux de plus en plus miteux, Manuel se suicide en 1986.

### Hommages et influences
Eric Clapton a enregistré la chanson Holy Mother en mémoire de Richard Manuel sur son album August en 1986.
La mort de Richard Manuel a inspiré au groupe Counting Crows la chanson Richard Manuel Is Dead, sortie sur leur album Hard Candy en 2002.